# NEN 8878 Telefonische bereikbaarheid
In februari 2011 heeft NEN de norm 8878 Telefonische bereikbaarheid gepubliceerd. De norm is opgesteld door de normcommissie 381 048 "Telefonische bereikbaarheid". De doelstelling van de norm is het vaststellen van heldere en eenduidige eisen waaraan de telefonische bereikbaarheid van organisaties in Nederland, vanuit het oogpunt van de beller moet voldoen.

## Doelstelling
NEN 8878 telefonische bereikbaarheid moet ervoor zorgen dat de kwaliteit van de telefonische bereikbaarheid toeneemt. Bedrijven kunnen, als ze volgens de norm werken en gemeten worden, zich met andere organisaties vergelijken door benchmarking. De norm bestaat uit verschillende criteria. Al de opgenomen criteria zijn volledig te meten met behulp van een bereikbaarheidsonderzoek. Wanneer een organisatie conform de norm bereikbaar is, bestaat de mogelijkheid tot certificatie. De norm stelt geen eisen aan de inhoudelijke juistheid van het gegeven antwoord door de betreffende organisatie, aan de wijze waarop de organisatie is ingericht of aan de wijze waarop de techniek wordt toegepast. Dit laatste in zoverre dat de technische bereikbaarheid op orde moet zijn. Met andere woorden, er mag geen congestie worden waargenomen waardoor een oproep de organisatie om technische reden niet kan bereiken.

## Inhoud
In de NEN norm 8878 worden o.a. de volgende eisen aan telefonische bereikbaarheid gedefinieerd en uitvoerig beschreven:
- De telefonische bereikbaarheid van de organisatie;
- De telefonische bereikbaarheid van één persoon of afdeling;
- Het bieden van een alternatief bij onbereikbaarheid;
- Het nakomen van terugbelbeloften.